# Alan Forney
Alan Forney, född den 28 juni 1960 i Beaufort i USA, är en amerikansk roddare.
Han tog OS-silver i fyra utan styrman i samband med de olympiska roddtävlingarna 1984 i Los Angeles.